# Kawasaki C-2
Die Kawasaki C-2 ist ein militärisches Transportflugzeug des japanischen Herstellers Kawasaki.

## Geschichte
Die Entwicklung der Maschine begann 2001 im Auftrag der japanischen Streitkräfte. Der als XC-2 bezeichnete Prototyp der Kawasaki C-2 startete am 26. Januar 2010 von der Gifu Airbase mit Kapitän Satoshi Hasebe und Kopilot Susumu Ishida zu seinem 71-minütigen Erstflug. Dieser war eigentlich schon für September 2006 geplant, aber Probleme mit der Festigkeit des Rumpfes, der Laderampe, des Hauptfahrwerks sowie des Höhenleitwerks verzögerten das Projekt erheblich. Die ursprünglich als C-X bezeichnete Maschine sollte ursprünglich ab 2013 die Kawasaki C-1 und Lockheed C-130 Hercules ablösen. Die C-2 wird in der Lage sein, von relativ kurzen und unvorbereiteten Pisten zu starten. Bei voller Nutzlast benötigt sie allerdings eine Startbahnlänge von mindestens 2300 m. Der Hersteller plant, von der C-2 ein ziviles Frachtflugzeug abzuleiten.
Am 26. Januar 2010 fand der Erstflug statt und am 30. März 2010 wurde eine erste Testmaschine an das japanische Verteidigungsministerium ausgeliefert.
Die Einführung der C-2 bei der JASDF verzögert sich, da während der Erprobung im Januar 2014 Probleme mit einer Frachttür auftraten, die Modifikationen notwendig machten. Die für 2014 vorgesehene Zuführung der ersten Einsatzmaschine, der bis Ende des Fiskaljahres 2018 weitere neun Einheiten folgen sollten, verzögerte sich daraufhin um zwei Jahre. Am 30. Juni 2016 wurde schließlich die erste Maschine an das Verteidigungsministerium ausgeliefert. Am 6. Februar 2018 war der Umbau des zweiten Prototyps „18-1202“ zur „RC-2“ als ELINT-Plattform auf der Gifu Air Base abgeschlossen worden. Kurz darauf erfolgte der Erstflug der ELINT Version.

## Konstruktion
Die C-2 ist ein zweistrahliger Schulterdecker mit T-Leitwerk und großer Heckklappe. Trotz klarer äußerer Unterschiede teilt die C-2 zahlreiche technische Komponenten mit dem Seeaufklärer Kawasaki P-1. Dies umfasst die Grundkonstruktion der Tragflächen, die Cockpits und viele elektrische Teilsysteme.

## Varianten
- C-2, Basisversion für den Lufttransport
- RC-2, ELINT-Ausführung für Elektronische Aufklärung[10]

## Technische Daten

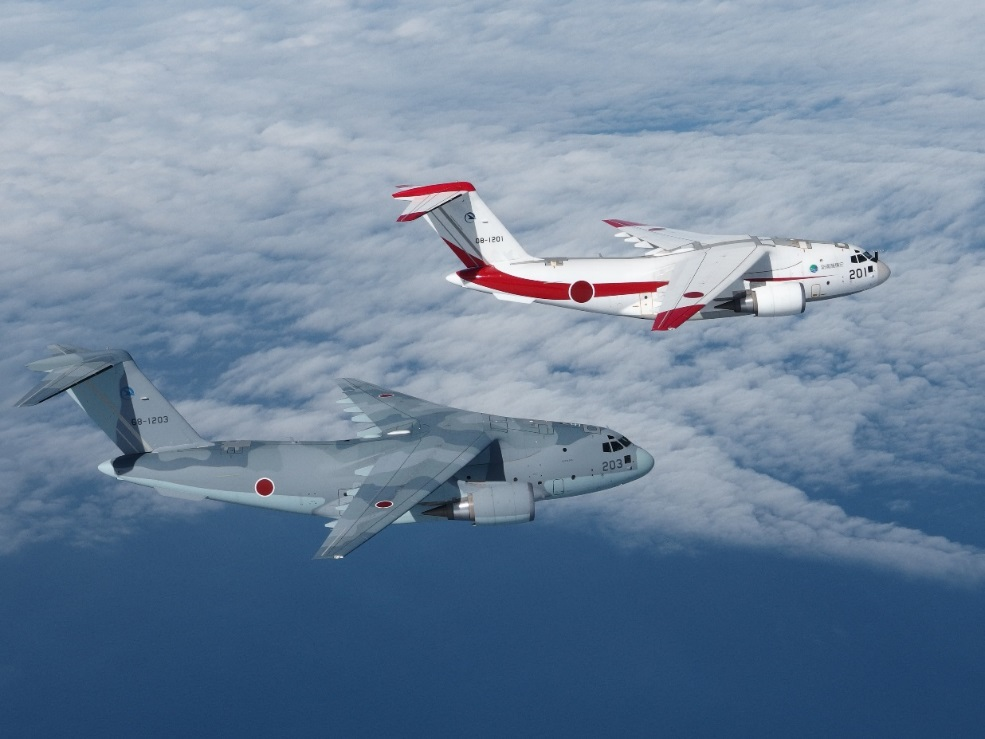
Der erste Prototyp der C-2 hinten und die erste Serienmaschine vorne im Formationsflug

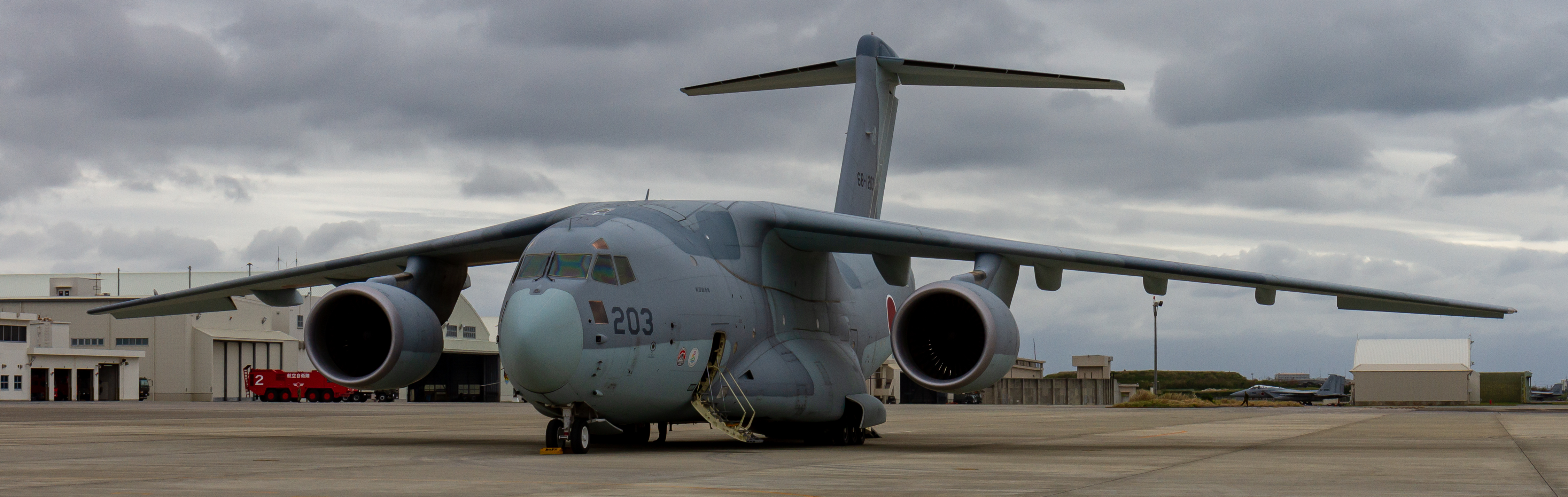
C-2 in Naha Air Show 2018

| Kenngröße             | Daten                                                                 |
| --------------------- | --------------------------------------------------------------------- |
| Besatzung             | 2                                                                     |
| Länge                 | 43,90 m                                                               |
| Spannweite            | 40,40 m                                                               |
| Höhe                  | 14,20 m                                                               |
| Flügelfläche          | ? m²                                                                  |
| Nutzlast              | normal 30.000 kg, max. 36.000 kg                                      |
| Leermasse             | 60.000 kg                                                             |
| Startmasse            | 141.400 kg                                                            |
| Reisegeschwindigkeit  | 890 km/h                                                              |
| Höchstgeschwindigkeit | 980 km/h                                                              |
| Dienstgipfelhöhe      | 12.200 m                                                              |
| Reichweite            | 5.700 km bei 30 t Zuladung, 4.500 km bei 36 t Zuladung, 9.800 km max. |
| Triebwerke            | zwei General Electric CF6-80C2                                        |